# جعيل صليح
جعيل صليح ولد جعيل صليح يوم 29 جوان 1965 بمدينة بريكة ولاية باتنة الجزائرية، اعتبر جعيل صليح في ذلك الزمان أصغر رجل في العالم، حيث سجل في كتاب غينيس للأرقام القياسية لثلاث مرات، و بلغ طوله 57 سم، ووزنه 05 كلغ. توفي صليح في 29 أوت 1990 عن عمر ناهز 25 سنة، ولم يبدل رقمه في كتاب غينيس إلا سنة 2002.